# Chiesa malankarese
Per Chiesa malankarese s'intende l'insieme delle chiese cristiane sorte nello stato indiano del Kerala (antico Malankara) in seguito ad una rottura di comunione con la Chiesa cattolica  nel XVII secolo. Il termine comprende sia quella chiesa che è tuttora in comunione con la Chiesa cattolica (la Chiesa cattolica siro-malankarese) sia le altre. Le Chiese malankaresi seguono la tradizione liturgica antiochena (o siriaca occidentale).

## Terminologia
La parola Malankara deriva dal nome dell'isola di "Maliankara" vicino a Muziris, nell'odierno stato del Kerala, che secondo la tradizione è stato il primo luogo in cui Tommaso apostolo (Mar Thoma) approdò quando arrivò in India. Inizialmente i termini 'Cristiani del Malankara' o 'Nazareni del Malankara' sono stati riferiti a tutti i Cristiani di San Tommaso, ma in seguito alla scissione il termine è stato generalmente limitato alle comunità "ortodosse", distinguendole dalla comunità cattolica. In seguito, molte delle chiese che successivamente si sono ramificate hanno mantenuto la denominazione 'Malankara'.
Al tempo della scissione, il ramo fedele a Mar Thoma è stato chiamato il Puttankuttukar, o "Partito Nuovo", mentre il ramo cattolico è stato denominato il Pazhayakuttukar, o "Partito storico". Il secondo gruppo ha dato origine alla Chiesa cattolica siro-malabarese. Tali denominazioni sono state alquanto controverse, in quanto entrambi i gruppi si consideravano i veri eredi della tradizione di San Tommaso, e consideravano l'altro come eretico.
In seguito all'avvicinamento alla Chiesa ortodossa siriaca, la chiesa malankarese è stata spesso conosciuta come la «Chiesa Siro-Malankarese» (in lingua malayalam മലങ്കര സുറിയാനി സഭ ) con riferimento al rito siriaco occidentale. In quanto tali, sono stati spesso conosciuti come 'Giacobiti', 'Giacobiti Siriani', o 'Siro-Giacobiti', con riferimento alla Chiesa siro-ortodossa di Giacomo Baradeo. Dopo la scissione tra le chiese a supporto del Metropolita e del Patriarca, la denominazione Giacobiti è stata principalmente associata al gruppo di questi ultimi, che sottolineano il loro legame con il Patriarcato di Antiochia.

## Storia
Nel 1653 avvenne una scissione all'interno della comunità dei cristiani di San Tommaso: una parte aderì all'appello dell'arcidiacono Thomas Parampil (che dopo si chiamò Mar Thoma) giurando di non sottostare all'autorità del padroado portoghese. Successivamente questa parte è entrata in rapporto con la Chiesa ortodossa siriaca di Antiochia e la chiesa di quelli che rimangono ancora uniti con il Patriarca di Antiochia è chiamata Chiesa cristiana siriaca giacobita, mentre la parte che si è dichiarata autocefala si chiama Chiesa ortodossa siriaca del Malankara (lingua malayalam: Malankara Suriyani Sabha).
Come parte della comunità cristiana di San Tommaso, la Chiesa malankarese fa risalire le sue origini all'attività evangelica di Tommaso apostolo nel I secolo d.C. Storicamente, i cristiani di San Tommaso erano stati uniti nella gerarchia e liturgia con la Chiesa d'Oriente, diffusa in Persia. Tuttavia il crollo della gerarchia della Chiesa d'Oriente in Asia ha lasciato le provincie ecclesiastiche dell'India di fatto isolate. Nel corso del XVI secolo i Portoghesi, da poco insediatisi a Goa, richiamarono forzatamente i Cristiani di San Tommaso verso il Cattolicesimo di Rito Latino. Il risentimento nei confronti di queste misure portò la maggior parte dei fedeli a unirsi all'arcidiacono Mar Thoma, che giurò di non sottoporsi ai Portoghesi nel Giuramento della Croce Pendente. Alcuni mesi più tardi, Thoma fu ordinato primo Metropolita indigeno del Malankara.
Dopo aver subito l'ingerenza della Chiesa di Roma durante il periodo coloniale dal 1500 circa, la Chiesa malankarese subì l'influenza della Chiesa anglicana dell'Impero britannico. Nel XX secolo sono nate una serie di piccole chiese riformate.

## La Chiesa malankarese oggi
La Chiesa Malankarese ha subito una serie di divisioni nel corso dei secoli, che hanno causato la formazione di diverse Chiese, autocefale ed autonome.
Le chiese che condividono la tradizione della Chiesa Malankarese sono:

Evoluzione storica delle chiese cristiane del Kerala.

| Orientamento            | Nome della Chiesa                       | Fedeli    | Data di nascita |
| ----------------------- | --------------------------------------- | --------- | --------------- |
| Cattolica               | Chiesa cattolica siro-malankarese       | 458.000   | 1930            |
| Ortodossa orientale     | Chiesa ortodossa siriaca del Malankara  | 2.000.000 | 1912            |
| Ortodossa orientale     | Chiesa cristiana siriaca giacobita      | 600.000   | 1653            |
| Riformate (Protestanti) | Chiesa siro-malankarese Mar Thoma       | 1.061.940 | 1889            |
| Riformate (Protestanti) | Chiesa evangelica di San Tommaso        |           | 1961            |
| Indipendenti            | Chiesa siriaca indipendente del Malabar | 35.000    | 1772            |